# 奥尔·萨松
奥尔·萨松（希伯來語：אור ששון，1990年8月18日—），以色列男子柔道运动员，2015年欧洲运动会男子100公斤以上级银牌得主、2016年夏季奥林匹克运动会男子100公斤以上级铜牌得主、2020年夏季奥林匹克运动会混合团体铜牌得主。